# Bany de sang de Melbourne
El Bany de sang de Melbourne (en hongarès, Melbourne-i vérfürdő) és el nom amb què es coneix el partit de waterpolo que va enfrontar les seleccions d'Hongria i l'URSS als Jocs Olímpics de Melbourne 1956. Aquest partit és probablement el més famós de la història del waterpolo. El partit es va jugar amb el rerefons de la revolució hongaresa de 1956 i va acabar amb la victòria d'Hongria sobre l'URSS per 4-0. El nom va ser encunyat pels mitjans de comunicació pel fet que el jugador hongarès Ervin Zador va sortir de la piscina al final del partit amb sang brollant-li d'un tall sota l'ull dret.

## Antecedents
El 23 d'octubre de 1956, una petita manifestació d'estudiants s'havia convertit en un autèntic alçament contra el govern controlat per la Unió Soviètica a Budapest. Durant uns quants dies va semblar que Hongria podria ser capaç d'alliberar-se per si sola del control de l'URSS. Però tot i així, l'1 de novembre, els tancs soviètics van començar a entrar a Hongria i des del 4 fins al 10 de novembre les forces van començar a superar l'alçament amb una estratègia armada combinada d'atacs aeris, bombardejos de l'artilleria i accions coordinades entre tancs i infanteria.
Al moment de l'alçament, l'equip hongarès de waterpolo estava en un camp d'entrenament a les muntanyes properes a Budapest. Des d'allí podien sentir el soroll dels trets i podien veure columnes de fum. L'equip hongarès era el vigent campió olímpic, i a falta de menys de dos mesos per als jocs olímpics d'estiu a Melbourne, van ser ràpidament traslladats més enllà de la frontera amb Txecoslovàquia per evitar que quedessin atrapats per la revolta. Els jugadors només van ser conscients de l'autèntic abast de l'alçament quan van arribar a Austràlia, i estaven ansiosos per rebre notícies dels seus familiars i amics.
Al començament dels Jocs, la revolta havia estat brutalment reprimida, i molts dels jugadors van veure els Jocs Olímpics com una manera de recuperar una part de l'honor del seu país. "Sentíem que no només jugàvem per nosaltres sinó que ho feiem pel país sencer" va dir Zador al final del partit. En aquells moments, la comunitat internacional ja era conscient de la brutalitat de la resposta soviètica a l'alçament hongarès, i l'equip olímpic hongarès rebia suport cada cop que competia. El partit del "bany de sang de Melbourne" es va jugar davant d'una multitud animada per exiliats hongaresos, molts dels quals havien estat presenciant, uns dies abans, el combat de boxa que va donar a Laszlo Papp la seva tercera medalla d'or.

## El partit
Des del principi, el partit va ser un duel molt físic amb intercanvi de cops de peu i cops de puny. L'estrella hongaresa, Ervin Zador, va marcar dos gols per alegria de la multitud. Quan s'estava acabant el partit, i Hongria guanyava per 4-0, van fer sortir de la piscina a Zador després que Valentin Prokopov li etzibés un cop de puny. La ferida de Zador va ser la gota que va fer vessar el got per una multitud que ja estava exaltada. El partit es va donar per acabat quan faltava un minut per evitar disturbis, i la policia va entrar al recinte per dispersar la multitud. Les fotos de les ferides de Zador es van publicar a la premsa d'arreu del món, i com a conseqüència el partit va rebre el nom de "bany de sang", tot i que les informacions que l'aigua es va tornar vermella probablement eren una exageració.
Els hongaresos van guanyar Iugoslàvia per 2-1 a la final i van guanyar la seva quarta medalla d'or olímpica. Després dels Jocs, la meitat dels 100 membres de la delegació hongaresa van defectar.

## Seqüeles
El 2006, pel 50è aniversari de la Revolució hongaresa de 1956, la pel·lícula documental Freedom's Fury va explicar la història del partit. Els productors de la pel·lícula eren Lucy Liu i Quentin Tarantino, que va descriure el partit com "la millor història que m'hagin explicat mai". La narració del documental va anar a càrrec de Mark Spitz, que va ser alumne de Zador quan era adolescent. 2006 també va ser l'any de l'estrena de la pel·lícula hongaresa "Szabadság, Szerelem" ("Llibertat, amor", parafasejant uns versos del poeta Sándor Petöfi) la qual explica la història de l'equip hongarès i, en particular d'Ervin Zador (amb el nom fictici de Karcsi Szabó).